# Franco Leys
Franco Ezequiel Leys (San Lorenzo, 18 ottobre 1993) è un calciatore argentino, centrocampista dell’América de Cali.

## Caratteristiche tecniche
È un centrocampista centrale.

## Carriera
Cresciuto nelle giovanili del Colón, fa il debutto in prima squadra il 2 novembre 2013, subentrando a Sebastián Prediguer all'80 del match pareggiato per 2-2 contro il Newell's Old Boys.